# Katja Blomberg
Katja Blomberg (* 2. Juli 1956 in Hamburg) ist eine deutsche Kunsthistorikerin, Publizistin, Kuratorin. Sie war von 2005 bis 2021 Direktorin des Hauses am Waldsee für zeitgenössische internationale Kunst in Berlin.

## Leben
Blomberg studierte Kunstgeschichte, Klassische Archäologie und Neuere Deutsche Literaturwissenschaft an den Universitäten Freiburg im Breisgau, Hamburg und Heidelberg.
Von 1979 bis 1980 bearbeitete sie am Museum für Kunst und Gewerbe Hamburg den dortigen Bestand an Norddeutscher Fayence. Von 1981 bis 1984 lebte sie in Tokyo und arbeitete als Kunstkritikerin der englischsprachigen Tageszeitung Asahi Evening News sowie als Kuratorin und Vorstandsmitglied der Deutschen Gesellschaft für Ostasiatische Kunst.
Mit Abschluss ihrer Doktorarbeit zum Thema abstrakte Tendenzen in der deutschen Plastik der Nachkriegszeit arbeitete sie von 1990 bis 2003 zunächst als freie Korrespondentin für das Feuilleton der Frankfurter Allgemeinen Zeitung, zuletzt als Redakteurin bei FAZ.net in Frankfurt am Main. Daneben publizierte sie in zahlreichen Fachzeitschriften.
2003 und 2004 leitete sie die Presseabteilung des Museums für angewandte Kunst Wien.

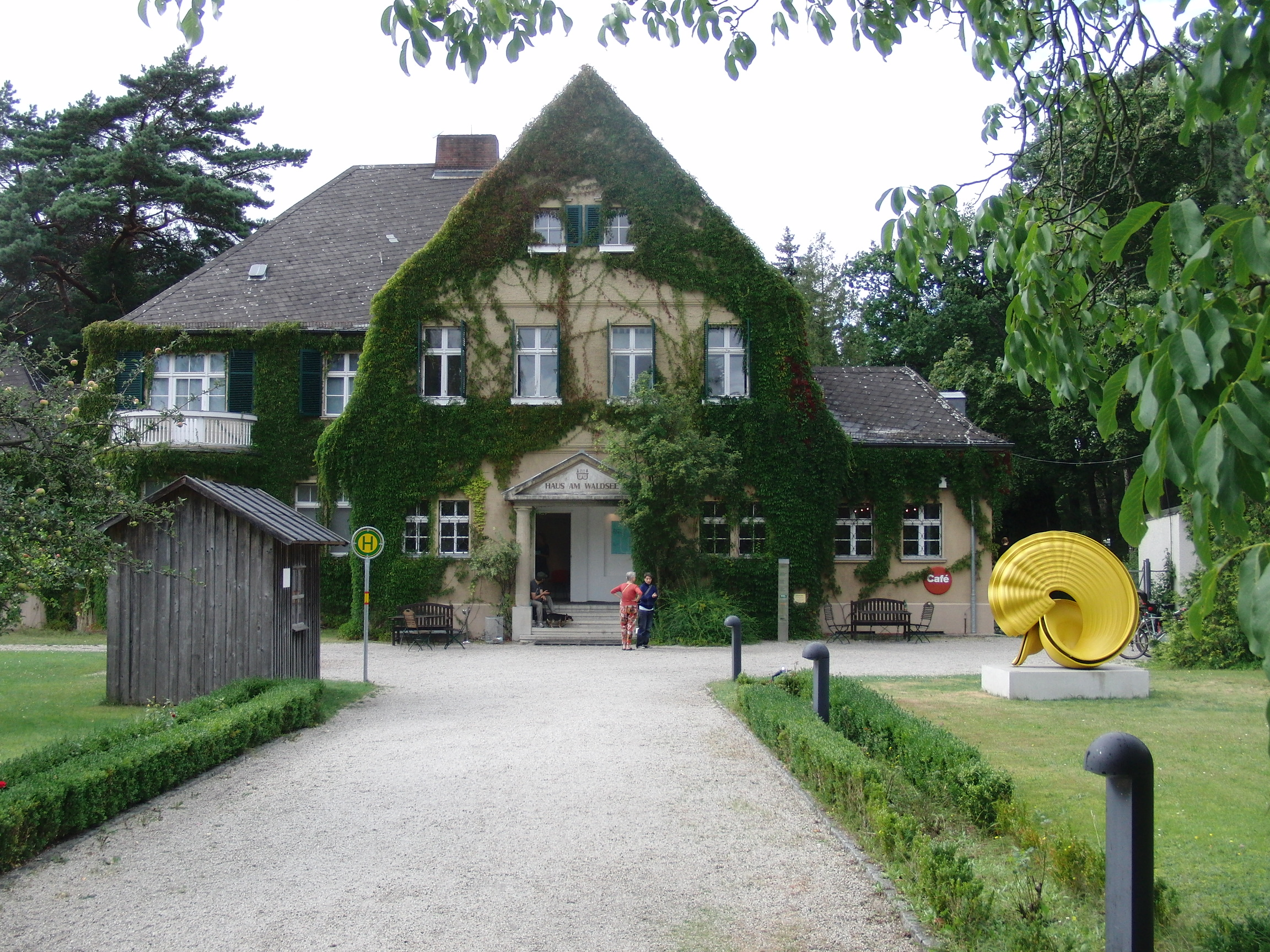
Haus am Waldsee (2012)

Ab 2005 leitete Katja Blomberg das Ausstellungsgebäude Haus am Waldsee in Berlin und baute es zum Zentrum internationaler Kunst, die in Berlin entsteht, aus. Sie verantwortete mehr als siebzig Ausstellungen sowie das Vortrags- und Konzertprogramm. Außerdem initiierte sie die Grundsanierung und Wiederherstellung des Hauses in den ursprünglichen Zustand des Jahres 1923 und sorgte für die Sanierung des denkmalgeschützten Parkgrundstücks, den sie als Skulpturenpark ausgebaut hat. Sie verließ diesen Posten im September 2021 acht Monate vor Beendigung ihres Vertrags; als Grund wurden Auseinandersetzungen mit dem neuen Vorstand des Trägervereins genannt.
Blomberg war von 1980 bis 1986 mit dem Unternehmensberater Christoph Friedrich Freiherr von Braun und 1986 bis 1999 mit dem Kunsthistoriker Ulrich Schneider verheiratet.

## Veröffentlichungen
- Tony Cragg, Atelier Wuppertal, von der Heydt Museum, 1999, ISBN 3-89202-038-8
- Anstoss Berlin, Kunst Marcht Welt, 60 internationale Künstler in Berlin, 2006,
- 60 Jahre Haus am Waldsee, mit Beiträgen von Katja Blomberg, Silke Spieler, Ursula Blak-Ulbrich, ISBN 3-9811101-0-2
- Wie Kunstwerte entstehen, Murmann Verlag Hamburg 2008 (3. Auflage), ISBN 3-938017-24-4
- Soeren Kierkegaard, Entweder / Oder im Spiegel zeitgenössischer Kunst, mit Beiträgen von Katja Blomberg, Solvej Helweg Ovesen, Peter Tudvad, Boris Groys, Berlin 2013, ISBN 978-3-86335-376-6
- Haus-Rucker-Co, Architektur-Utopie Reloaded, Mit Beiträgen von Katja Blomberg, Ludwig Engel und Florian Heilmeyer, Berlin 2015, ISBN 978-3-86335-675-0
- Vermisst, Der Turm der blauen Pferde von Franz Marc, Zeitgenössische Künstler auf der Suche nach einem verschollenen Meisterwerk, Katja Blomberg und Michael Hering (Hrsg.), Berlin 2017, ISBN 978-3-96098-095-7